# La Revanche de Baccarat
Pour plus de détails, voir Fiche technique et Distribution.
La Revanche de Baccarat est un film franco-italien réalisé par Jacques de Baroncelli, sorti en 1948.
C'est la suite du film Rocambole du même réalisateur.

## Fiche technique
- Réalisation : Jacques de Baroncelli
- Scénario : André-Paul Antoine et Léon Roth d'après le roman Rocambole de Pierre Alexis de Ponson du Terrail
- Décors : René Moulaert
- Musique : Renzo Rossellini
- Photographie : Léonce-Henri Burel, Giuseppe Caracciolo
- Costumes : Marcel Escoffier
- Montage : Claude Ibéria
- Producteur : André Paulvé
- Sociétés de production : Films André Paulvé, Scalera Film
- Pays de production :  France,  Italie
- Tournage : du 16 décembre 1946 au 3 mai 1947 aux studios Scalera à Venise
- Format : Noir et blanc - 1,37:1 - 35 mm - Son mono
- Genre : Film dramatique, Film d'aventure
- Durée : 95 minutes
- Date de sortie : 
  - France : 9 avril 1948
- Numéro de visa : 6138

## Distribution
- Pierre Brasseur : Joseph Fipart dit Rocambole
- Sophie Desmarets : La comtesse Artoff dite Baccarat
- Lucien Nat : Andrea
- Robert Arnoux : Venture
- Loredana : Carmen de Montevecchio
- Roland Armontel
- Marcel Delaître : Le docteur Blanche
- Carla Candiani : Fanny
- Vittorio Sanipoli : Arnaud, comte de Chamery
- Ernesto Sabbatini : Le marquis de Montevecchio
- Massimo Serato
- Attilio Dottesio
- Luisa Rossi
- Ginette Roy : Cerise
- Marcello Giorda
- Gualtiero Isnenghi
- Silvia Manto
- Nino Marchesini
- Evelina Paoli
- Mario Sailer : Le secrétaire
- Cristina Veronesi